# 走步
走步（英語：Traveling），或叫帶球走，是属于篮球比賽中违例的一种（不合規則的動作）。

## 說明
為了限制持球者的移動方式，籃球規則定義掌控球者必須以運球的方式移動，只要在運球狀態，怎麼移動都可以；非運球狀態（即持球狀態時）的移動則受到充分的限制。在持球狀態下（非運球狀態），只要移動超過指定範圍、方式，就是走步。
換句話說，走步違例的中心主旨就是不可以拿球走好幾步。許多初學者常會拿著球並雙腳同時或輪流走兩步以上，這就是走步的典型例子。
籃球發展百餘年來，規則不停變動。演變至今日，持球狀態的移動有了更為明確的定義。原則上大抵可以這麼說：球員在持球狀態下，可以一隻腳為「軸心腳」（pivot），另一隻則稱作「非軸心腳」，不可隨意變更，而球員被允許的移動方式就是只能移動「非軸心腳」，「軸心腳」必須非移動狀態且固定於地面。
街頭籃球中，經常有爭議的犯規就是走步的認定，因為很多年輕球員根本不了解走步的真實定義，無知的認定任何腳動了兩步以上就是走步，然後隨意指控別人走步，事實上是自己搞不清楚『軸心腳』與『非軸心腳』之間的差別。
在現今的規則定義下，所有的籃球動作全部皆可合乎軸心腳原則而沒有一項需要當特例或補充條例處理，例如三步上籃就會有許多對走步規則不甚熟悉的同好搞錯，誤以為三步上籃無法以軸心腳的規則解釋，而是額外的規則定義。事實上三步上籃一樣合乎軸心腳原則。而以動作的連續與否來判定有沒走步也是非常常見的誤解。以右腳跨出第一步的三步上籃為例說明如下：一般情況下，如果持球球員運球時，每運球一次，必須使球和地面接觸一次；而若要結束運球時，則兩手需抓住從地面彈起的球，或使球在任何一隻手中停留。當持球球員兩手抓住從地面彈起的球，致使運球結束後，右腳緊接著跨出第一步，當右腳落地後即成為軸心腳，此時左腳不但可持續邁出第二步，而且可自由移動。若左腳依序跨出第二步，並且於落地後跳起；起跳後促使軸心腳離地，此時持球者必須在軸心腳著地之前使球離手，可做傳球或投籃動作。
以下會先解釋FIBA所明文規定的走步（持球移動）規則，再另外說明世界上最著名的職業聯盟NBA與FIBA規則上的差異。FIBA規則已經足以當作走步規則的充分參考。

## FIBA規則

### 第25條 帶球走[1]

#### 第1節 定義
25.1.1 帶球走係指球場上球員掌握活球時，未依本規則之規定，向任何方向非法移動一足或雙足。
25.1.2 旋轉係指持球員在球場上掌握活球時，以一足立定於地上做為中樞，以另一足向任何方向踏出一步或多步的合法動作，而所謂的中樞足始終與原點的地板保持接觸。

#### 第2節 規定
25.2.1 在球場上接住活球的球員，其中樞足之建立如下：
- 一球員在雙足著地時接住球：
  - 一足離地時，另一足成為中樞足。
  - 開始運球時，球未離手之前，中樞足不得先行離地。
  - 傳球或投籃時，可以跳起使中樞足離地，但球必須在任一足落地前離手。
- 一球員在他前進或是運球結束時接住球，可以利用兩步停止、傳球或投籃：
  - 若是接到傳球後，球員應在他的第二步之前離手開始運球。
  - 第一步發生於當獲得控制球後，一足或雙足觸及地板時。
  - 第二步發生於第一步之後，當另一足觸及地板或雙足同時觸及地板時。
  - 若球員在第一步停止時，雙足著地或是雙足同時觸及地板，他可以利用任一足當中樞足旋轉。若他接著用雙足起跳，他必須在任一足落地前離手。
  - 若一球員以一足落地，他僅可利用此足旋轉。
  - 若一球員以一足當成第一步並起跳，他可以雙足同時落地當成第二步。在此狀況中，此球員不得以任一足旋轉。若一足或雙足接著離地，則球必須在落地前離手。
  - 若雙足不在地板上，接著球員雙足同時落地，當一足離地時，另一足成為中樞足。
  - 當運球結束或獲得控制球後，一球員不得用同一足或雙足連續落地。

25.2.2 球員跌倒在地板上、躺或坐在地板上：
- 當球員持球時跌倒在地板上且滑動、或是躺或坐在地板上時獲得控制球，此時合法。
- 若球員隨後持球滾動或試圖再站起來，即為違例。

### 各種判例參考
- 三步上篮
- 马努·吉诺比利的欧洲步上篮
- 贾马尔·克劳福德的过人动作Shake-and-Bake
- 哈基姆·奥拉朱旺的梦幻舞步
- 往旁邊、前面大跨一步後投籃 (例如科比·布莱恩特的虚晃投篮动作)
- 垫步（运球后腾空接球，落地后顺势起跳出手）
- 跳步（如上动作落地后未直接出手）

## NBA規則
在NBA比赛中，为了鼓励进攻，裁判对判罚走步违例十分宽容，很少判罚球员走步。
2009-10球季更明文加上了允許的特例。

## 外部連結
- Expert Village: 軸心腳運用示範教學影片 （页面存档备份，存于）